# 術士アブラメリンの聖なる魔術の書
『術士アブラメリンの聖なる魔術の書』（じゅつしアブラメリンのせいなるまじゅつのしょ）、『賢者アブラ＝メリンの聖なる魔術』（The Book of the Sacred Magic of Abra-melin the Mage）は、自身の守護天使やその他の超自然的存在とコンタクトを取り、願いを叶える魔術の方法を記した魔術書（グリモワール）のひとつ。ドイツ語原題は Buch Abramelin で、『アブラメリンの書』、あるいは単に『アブラメリン』とも略称される。
本書はイギリスのオカルティスト、マグレガー・メイザース（マグレガー・マザーズ）による英訳本で知られるようになった。メイザースが翻訳したのは、パリのアルスナル図書館に所蔵されていたフランス語手稿で、1458年にヘブライ語から翻訳されたという文章を基にしているとされていた。しかし芸術史家のロナルド・デッカーと哲学者・タロット研究者のマイケル・ダメットは、メイザースはこれを額面通りに受け取り、自身の守護天使やその他の超自然的存在と確実にコンタクトを取れる魔術が書かれていると信じていたが、実際のところ18世紀以前に書かれた可能性はなく、ユダヤ起源ではなさそうであると述べている。
メイザースはフレデリック・リー・ガードナーから50ポンド借りて、彼に同書の出版交渉を任せ、1898年2月に出版された。英訳タイトルは The Book of the Sacred Magic of Abramelin the Mage as Delivered by Abraham the Jew unto His Son Lamech: A Grimoire of the Fifteenth Century。メイザースとガードナーは本の売り上げで大金を得ることを期待していたが、最初の1年間で120部しか売れなかった。本の完成と黄金の夜明け団におけるメイザースの専制的な行動を巡り、メイザースとガードナーの間には軋轢が生じた。

## 概要
同書自体の記述によれば、著者は14世紀から15世紀のドイツに住んでいたユダヤ人、ヴォルムスのアブラハム（独: Abraham von Worms）という魔術師。彼は、神の真理に至る道を求めて世界各地を放浪し、エジプトでアブラメリン(Abramelin)と名乗る老賢者とめぐり合う。アブラハムは、アブラメリンから一般には伝えられていない秘術を学んだという。
『アブラメリンの書』は、アブラハムがアブラメリンから学んだ秘術を伝えるために、息子のラメク(Lamech)に宛てた書簡という体裁で書かれている。まず、心身を清めた上で聖守護天使と対話してその加護を得、その後悪魔に自分の為に働くことを誓わせる方法について詳しく説明する。そして悪魔たちを使役するための護符の例も多数収録されている。
これによると、アブラメリンの秘術を会得しようとする魔術師は、まず一定の手順に従い6カ月間集中して隠棲生活を行う。この間は懺悔や祈りなどの課題をこなし、世俗の事を忘れて心身を極限まで清めねばならない。
その後祭壇を整え、霊媒となる子供を通じて聖守護天使(Holy Guardian Angel)と対話しその加護を得る。この聖守護天使とは、その魔術師の魂の中の最も神聖な部分のことで、決してどこか別の場所からやってきた他者ではないとされている。この聖守護天使と対話する事により、魔術師はその本来の聖性に目覚めて、悪魔をも使役できるようになるのだという。
聖守護天使の加護を受けた後、今度は悪魔を呼び出す。加護無しに悪魔を呼び出すのは危険だからである。
呼び出すのは4人の上位君主(Four Superior Princes)と総称されるルキフェル(Lucifer)、レヴィアタン(Leviatan)、サタン(Satan)、ベリアル(Belial)である。そして8人の下位君主(Eight Sub Princes)と総称されるアスタロト(Astarot)、マゴト(Magot)、アスモデウス(Asmodee)、ベルゼブブ(Belzebud)、オリエンス(Oriens)、パイモン(Paimon)、アリトン(Ariton)、アマイモン(Amaimon)を呼び出すのである。
魔術師は、彼ら大悪魔とその配下の使い魔たちに自分への忠誠を誓わせることにより、彼らを使役する資格を得る。
『アブラメリンの書』には、さまざまな願望を叶えるための護符の図版が収録されているが、それはラテン文字を方形に配置しただけのシンプルな物で、いかにも神秘的な記号や文字を描いた他のグリモワールの護符とはかなり印象が異なる。
護符の例として以下のようなものがある。
未来や過去の出来事を知るための護符
| M | I | L | O | N |
| I | R | A | G | O |
| L | A | M | A | L |
| O | G | A | R | I |
| N | O | L | I | M |

使い魔にあらゆる金属を作らせるための護符
| M | E | T | A | L | O |
| E |   |   |   |   |   |
| T |   |   |   |   |   |
| A |   |   |   |   |   |
| L |   |   |   |   |   |
| O |   |   |   |   |   |

メイザースの注釈によれば、ここに記された文字はその護符の目的に関したヘブライ語やギリシア語などの古代語の単語であるという。例えば上記「使い魔にあらゆる金属を作らせる為の護符」に記された"METALO"はギリシア語で「金属の」という意味の希: μέταλλον（メタロン）が訛った物だという。 しかし中にはよく意味のわからない文字の並びもある。

## 他の写本
現在では18世紀フランス語訳の他に、17世紀と18世紀の複数のドイツ語版と18世紀のヘブライ語訳の存在が確認されており、元はドイツ語で書かれたものと推測されている。これらの版を比較対照の上、編集された新しい『アブラメリンの書』がドイツで出版され、英訳本も出ている。（The Book of Abramelin - A New Translation, edited by Georg Dehn, translated by Steven Guth, Ibis Press, 2006 ）